# Parnes (Oise)
Parnes ist eine französische Gemeinde mit 318 Einwohnern (Stand 1. Januar 2022) im Département Oise in der Region Hauts-de-France. Die Gemeinde liegt im Arrondissement Beauvais und ist Teil der Communauté de communes du Vexin Thelle und des Kantons Chaumont-en-Vexin.

## Geographie
Die Gemeinde liegt rund fünf Kilometer östlich von Saint-Clair-sur-Epte an der Grenze des Départements Val-d’Oise im Tal des Cudron, eines zehn Kilometer langen Zuflusses der Epte. Durch sie verläuft die Départementsstraße D509. Zu Parnes gehören die Gemeindeteile Les Godebins, Aincourt, Caudry und Pierrepont sowie das isoliert gelegene Schloss Alincourt. Im Süden erstreckt sich das Gemeindegebiet bis zur früheren Route nationale 14.

## Einwohner
| 1962 | 1968 | 1975 | 1982 | 1990 | 1999 | 2006 | 2011 |
| ---- | ---- | ---- | ---- | ---- | ---- | ---- | ---- |
| 238  | 159  | 189  | 217  | 243  | 338  | 380  | 351  |

## Sehenswürdigkeiten

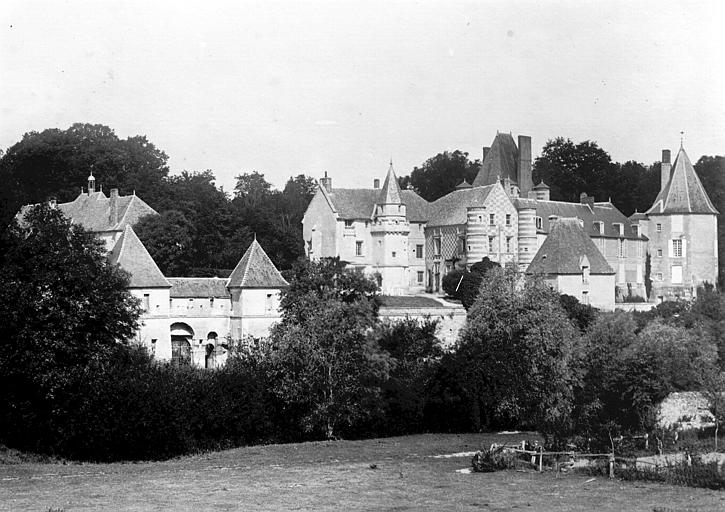
Schloss Alincourt

- Die Kirche Saint-Josse, ehemalige Priorei der Abtei Saint-Évroult, mit romanischer Apsis, seit 1913 als Monument historique klassifiziert.[1][2]
- Das Schloss Alincourt aus dem 17. Jahrhundert, seit 1944 als Monument historique klassifiziert.[3]

## Persönlichkeiten
- Roland Ulrich (1913–1971), Radrennfahrer